# (34389) 2000 RJ65
2000 RJ65 (asteroide 34389) é um asteroide da cintura principal. Possui uma excentricidade de 0.12686470 e uma inclinação de 2.40913º.
Este asteroide foi descoberto no dia 1 de setembro de 2000 por LINEAR em Socorro.